# 柚木空
柚木 空（ゆのき そら）は日本のライトノベル作家。
第2回小学館ライトノベル大賞 ルルル文庫部門 佳作受賞作でデビュー。

## 作品リスト
- シャーレンブレン物語（ルルル文庫）

1. 見習い従者と銀の姫（イラスト：鳴海ゆき、2008年5月30日発売 ISBN 978-4-09-452068-2）
2. 癒し姫の結婚（イラスト：鳴海ゆき、2008年10月31日発売 ISBN 978-4-09-452085-9）
3. 舞踏会と花の誘惑（イラスト：鳴海ゆき、2009年4月1日発売 ISBN 978-4-09-452108-5）
4. 恋の蕾と秘密の小箱（イラスト：鳴海ゆき、2009年7月30日発売 ISBN 978-4-09-452124-5）
5. ふたりの聖女（イラスト：鳴海ゆき、2009年12月1日発売 ISBN 978-4-09-452139-9）
6. はじまりの約束（イラスト：鳴海ゆき、2010年2月26日発売 ISBN 978-4-09-452149-8）